# لوبومير شتروغال
لوبومير شتروغال (19 أكتوبر 1924-6 فبراير 2023) هو سياسي تشيكي سابق، وكان رئيس وزراء تشيكوسلوفاكيا من عام 1970 إلى عام 1988، وُلِد في فيسيلي ناد لونيشي في 19 أكتوبر 1924. وأكمل دراسته في القانون في جامعة تشارلز في براغ.

## وفاته
توفي في 6 فبراير 2023 عن عمر ناهز الثامنة والتسعين.